# Ouratea phaeophylla
Ouratea phaeophylla är en tvåhjärtbladig växtart som beskrevs av Herman Otto Sleumer. Ouratea phaeophylla ingår i släktet Ouratea och familjen Ochnaceae. Inga underarter finns listade i Catalogue of Life.